# 10721 Tuterov
10721 Tuterov (1986 QO4) là một tiểu hành tinh vành đai chính được phát hiện ngày 17 tháng 8 năm 1986 bởi L. G. Karachkina ở Đài vật lý thiên văn Crimean.